# Notre-Dame de Fourvière
Notre-Dame de Fourvière is een basiliek in het 5e arrondissement van de Franse stad Lyon. Het gebouw 'kijkt' over de stad heen vanaf de top van de heuvel Fourvière, op de plaats van het oude forum van keizer Trajanus, Forum vetus, waar ook de naam Fourvière van afgeleid is. Het is dezelfde plaats waar de heilige Pothinus martelaar werd.
In 1852 maakte de beeldhouwer Joseph Fabisch, professor aan de Ecole des Beaux-Arts te Lyon, een Mariabeeld voor de spits van de basiliek.
De bouw begon in 1872 onder het pontificaat van Ginoulhiac, aartsbisschop van Lyon. Twaalf jaar later is het bouwwerk voltooid. De architect was Pierre Bossan. Het zou echter nog tot 1964 duren voordat het interieur van de basiliek compleet zou zijn, met mozaïek en glazen sculpturen.
Vanaf de wijk Saint Jean naar de top van Fourvière liggen de Jardins du Rosaire. Deze tuin heeft religieuze betekenissen en komt uit op de basiliek.
Op wandelafstand van de basiliek, ligt de Cimetière de Loyasse. Dit is een oude begraafplaats waar enkele bekende Fransen begraven liggen. Tussen de basiliek en deze begraafplaats ligt het stadspark Parc des Hauteurs, met de oude loopbrug Quatre-Vents.
Het hoogteverschil tussen het Vieux Lyon aan de oevers van de Saône en de basiliek op de Fourvière kan overbrugd worden met de kabelspoorweg van Fourvière die de reizigers vlak aan de basiliek afzet in het station Fourvière.

## Fête des lumières
Jaarlijks is er rond 8 december in Lyon het Fête des lumières (lichtfeest) waarbij de basiliek en vele andere objecten in de stad op een artistieke manier verlicht worden. De fête des lumières is ontstaan in de Middeleeuwen en van oorsprong bedoeld om de maagd Maria te vereren die sinds 1643 de beschermheilige is van de stad, het jaar waarin Lyon werd getroffen door een grote pest.
Sindsdien begeeft een stoet zich van de Cathédrale Saint-Jean naar de Notre-Dame de Fourvière voor de viering in eerste instantie op 8 september, door de schenking van wassen kaarsen en gouden écu's aan de maagd Maria.
In 1852 werd het beeld van Maria geplaatst bij de kapel van de maagd op de heuvel van Fourvière en zou de inhuldiging plaatsvinden op 8 september van dat jaar. Echter zorgde de hoge waterstand van de Saône ervoor dat deze uitgesteld moest worden. De aartsbisschop besloot daarom met de commissie van leken de inhuldiging uit te stellen tot 8 december.

## Trivia
De basiliek stond model voor de kerk Notre-Dame des Victoires in de Franse wijk van San Francisco. Die kerk werd herbouwd in 1908 na de grote aardbeving van San Francisco van 18 april 1906.

## Voetnoten
1. ↑  (en) Historic Site of Lyon. UNESCO. Geraadpleegd op 25 oktober 2023.
2. ↑  Visiter Lyon, Jardins du Rosaire[dode link]

- Gemeinsame Normdatei: 7552025-4
- International Standard Name Identifier: 0000 0001 2199 3601
- Library of Congress Control Number: n97063491
- MusicBrainz: 126fb021-7b52-42bb-b1b2-1d4b0708ec75
- Virtual International Authority File: 167717317